# 5504 Lanzerotti
5504 Lanzerotti è un asteroide della fascia principale. Scoperto nel 1985, presenta un'orbita caratterizzata da un semiasse maggiore pari a 2,6148771 UA e da un'eccentricità di 0,0735638, inclinata di 13,69119° rispetto all'eclittica.